# NGC 4376
NGC 4376 is een onregelmatig sterrenstelsel in het sterrenbeeld Maagd. Het hemelobject werd op 2 februari 1786 ontdekt door de Duits-Britse astronoom William Herschel.

## Synoniemen
- UGC 7498
- MCG 1-32-53
- ZWG 42.93
- VCC 787
- IRAS 12227+0601
- PGC 40494